# Maianthemum macrophyllum
Maianthemum macrophyllum är en sparrisväxtart som först beskrevs av Martin Martens och Henri Guillaume Galeotti, och fick sitt nu gällande namn av Lafrankie. Maianthemum macrophyllum ingår i släktet ekorrbärssläktet, och familjen sparrisväxter. Inga underarter finns listade i Catalogue of Life.